# 米里村 (鳥取県)
米里村（よねさとそん）は、鳥取県岩美郡の西部に存在した自治体である。

## 概要
現在の鳥取市東大路・中大路・西大路・越路・久末・古郡家・美和、および南栄町の一部（1976年に東大路・久末・津ノ井・桂木・船木の各一部から発足）におおむね相当する。なお米里小学校区はこれに旧面影村雲山の一部を含む一方で南栄町は除外されている。
合併前の大路村と三戸古村は共同で組合役場を東大路に設置して村政を続けていたが、これを発展的解消し、「米のたくさん穫れる里」の意で米里村とした。
村域の北端には東大路・中大路・西大路の地名の由来となった大路山（標高105m）があり、周辺の古代条里遺構からこの山の山頂と北方にある久松山山頂を結ぶ線は条里の南北基準線であったと推定されている。また千代川水系の大路川が越路の山谷から村域の中央部を北方向に流れ、大路山の麓を回り込むようにして流向を西に変えて千代川本流に合流する。
昭和の大合併では鳥取市の近隣町村への呼びかけにより、隣接していた倉田村や面影村など計15ヶ村が1953年（昭和28年）に合併したが、当村は諸事情により少し遅れて合併した。

## 沿革
- 1918年（大正7年）4月1日 - 大路村と三戸古村が合併して米里村が発足。合併各村の大字を継承した7大字を編成。役場位置を大字東大路字土居104番地に定める[5]。
- 1933年（昭和8年）3月15日 - 役場位置を大字久末89番地ノ2に変更[6]。
- 1943年（昭和18年）9月10日 - 鳥取地震発生。村内でも小学校や住宅などが倒壊。特に中大路と東大路の被害が大きかった[4]。
- 1955年（昭和30年）7月20日 - 鳥取市に編入。同日米里村廃止[7]。

## 行政

### 役場
大路村と三戸古村の合併前は両村の組合役場が東大路に置かれており、合併後の米里村役場も同地に置かれていた。しかし役場事務の膨張及び職員の増加で庁舎が手狭になったことにより米里小学校前に移転することになり、1933年（昭和8年）3月、久末に2階建て本館と倉庫一棟が新築された。
1943年（昭和18年）の鳥取地震では被害を受けたため公民館（元小学校職員住宅）を仮庁舎とし、被害対策活動にあたった。その後復帰した庁舎内に公民館が併設された。
鳥取市合併後の数年間は鳥取市役所米里支所となったが公民館は引き続き運営され、1962年（昭和37年）には建物の一部を改造して公民館運営の米里保育園を設置した。しかし1967年（昭和42年）に大路川改修工事に伴い旧庁舎は公募入札により商店（現在は閉店）へ売却され、公民館は保育園と合同で旧米里小学校跡地に新築移転し、さらに1978年（昭和53年）に現在の公民館が新築された。

### 歴代村長
| 代         | 氏名       | 就任年月日         | 退任年月日                | 備考                          |
| ---------- | ---------- | ------------------ | ------------------------- | ----------------------------- |
| 初         | 谷浦文治郎 | 1889年（明治22年） | 1893年（明治26年）        | 大路村・三戸古村組合村長      |
| 2          | 渡邉菊太郎 | 1893年（明治26年） | 1902年（明治35年）        |                               |
| 3          | 山田薫実   | 1902年（明治35年） | 1908年（明治41年）        |                               |
| 4          | 井口駒吉   | 1908年（明治41年） | 1916年（大正5年）         |                               |
| 5          | 雨河善造   | 1916年（大正5年）  | 1925年（大正14年）        | 1918年（大正7年）から米里村長 |
| 6          | 雨河栄造   | 1925年（大正14年） | 1929年（昭和4年）         |                               |
| 7          | 中島富蔵   | 1929年（昭和4年）  | 1934年（昭和9年）         |                               |
| 8          | 田中竹蔵   | 1934年（昭和9年）  | 1942年（昭和17年）        |                               |
| 9          | 渡邉寛太夫 | 1942年（昭和17年） | 1947年（昭和22年）        |                               |
| 10         | 山田隆次郎 | 1947年（昭和22年） | 1955年（昭和30年）7月19日 |                               |
| 参考文献 - |            |                    |                           |                               |

## 教育
- 米里村立米里小学校（現・鳥取市立米里小学校）
- 米里村外三ヵ村学校組合立邑法中学校（1947年4月 - 1949年3月、所在地は古郡家の米里青年学校跡）
- 組合立邑法第一中学校（1949年4月以降、邑法中学校と宇倍野村立宇倍野中学校を統合、所在地は現在の鳥取市立岩倉小学校校地）[4]

## 交通

### 鉄道
- 最寄りの駅：津ノ井駅

### 道路
- 若桜往来筋（雲山 - 東大路 - 久末 - 船木）：後に若桜街道（現在の県道323号）が整備されるまでの旧道[4]